# 高遠原站
高遠原站（日语：／ Takatōbara eki */?）是位於日本長野縣上伊那郡飯島町七久保的東海旅客鐵道（JR東海）飯田線車站。
在伊那電氣鐵道時代，車站前曾經有一些旅館和商店，發展蓬勃。

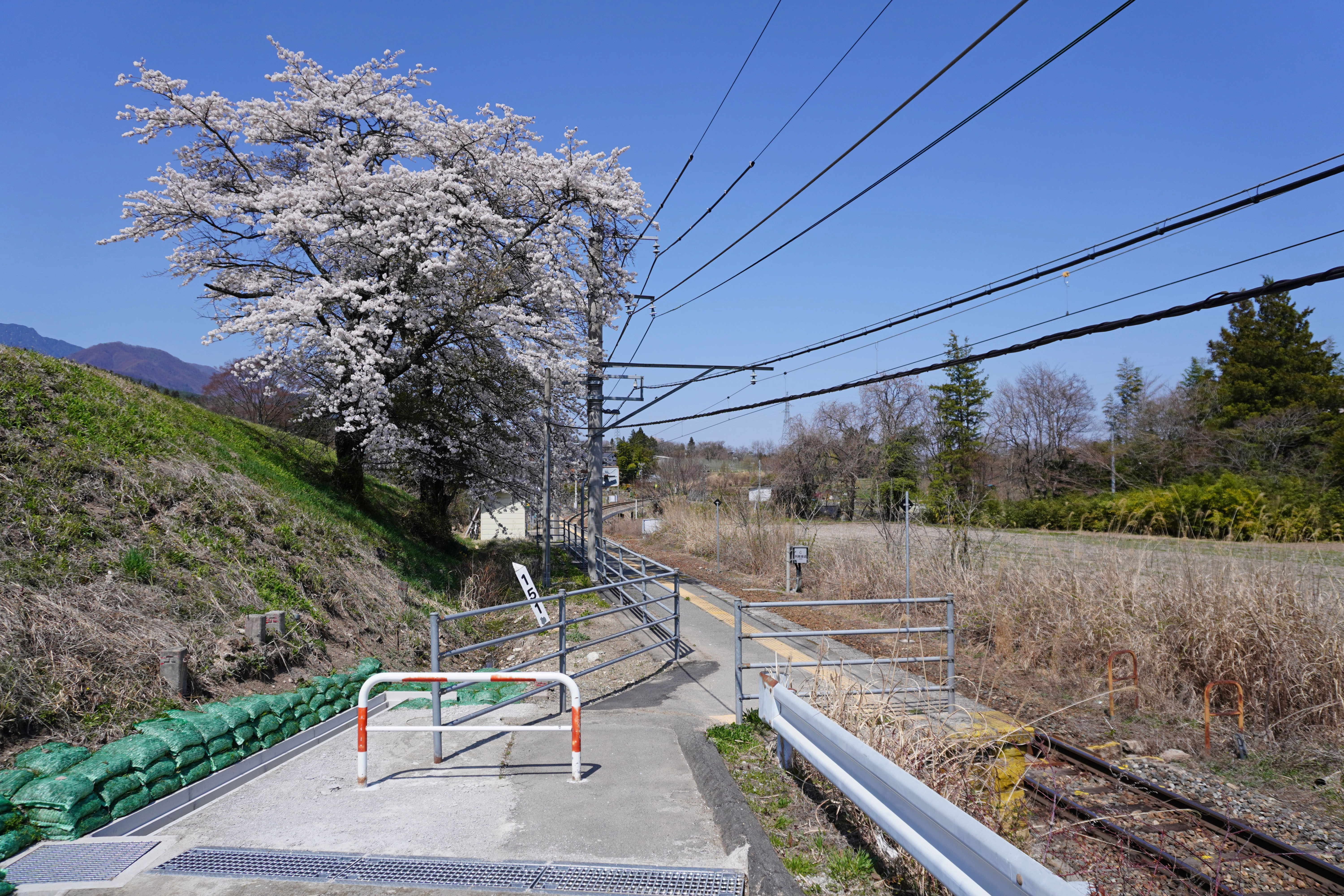
南口與月台(2023年4月)

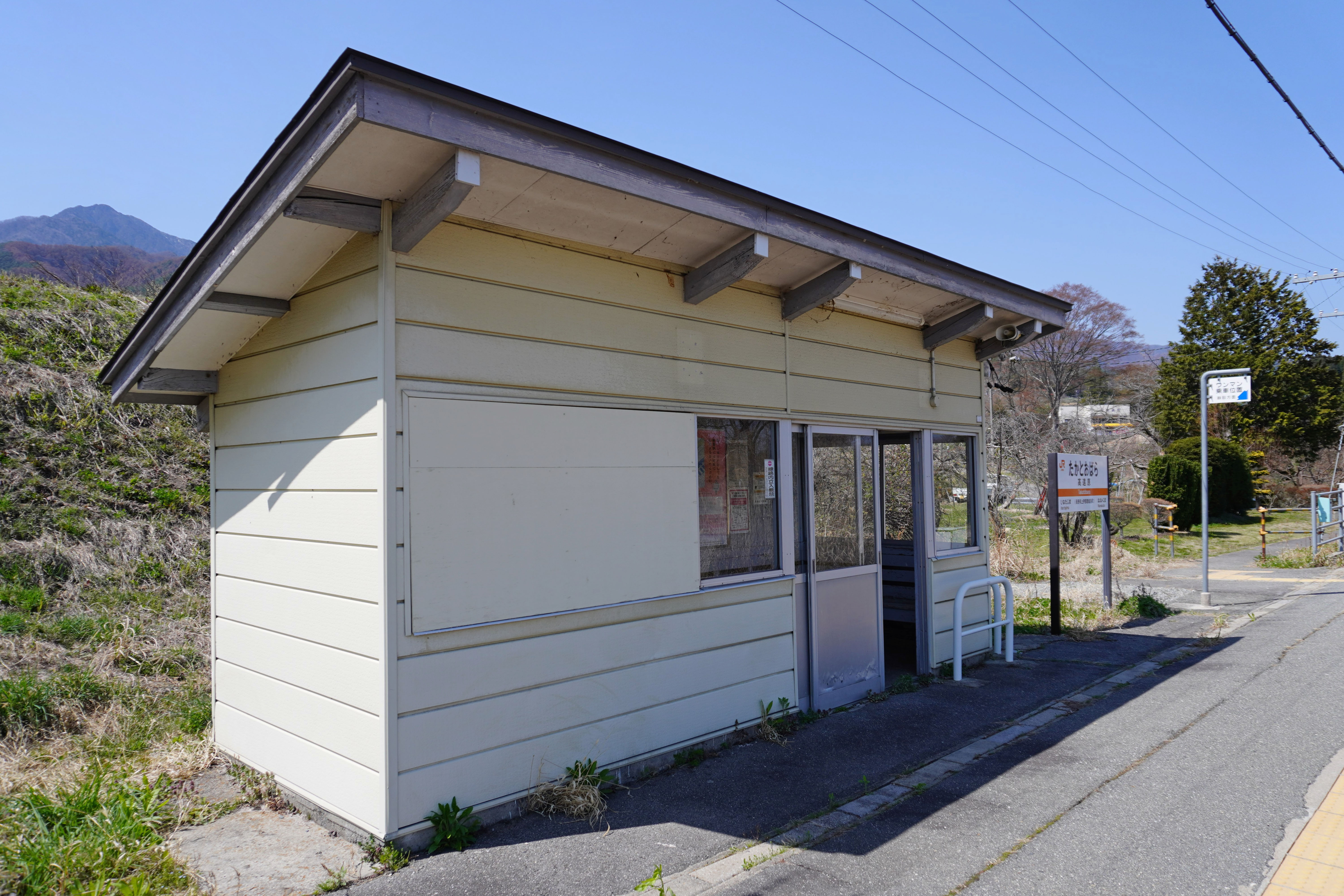
候車室(2023年4月)

## 車站構造
- 單式月台，1面1線，不可以列車交會。
- 地面車站。
- 由伊那市站管理的無人站。
- 設有候車室。

車站前並沒有道路到達，只可走行或輕型車輛進出。

## 車站周邊
車站附近為果園和水田，只有少許民居。
- 山祇神社

## 历史
- 1918年（大正7年）7月23日 - 伊那電車軌道（1919年改名為伊那電氣鐵道）七久保站至高遠原停車站（現在的高遠原站）延伸段啟用。新設高遠原停車站終點站。
- 1919年（大正8年）6月14日 - 車站升級為高遠原站。
- 1920年（大正9年）11月22日 - 伊那電氣鐵道線高遠原站至上片桐站延伸段啟用，車站成為中途站。
- 1943年（昭和18年）8月1日 - 伊那電氣鐵道線國有化，成為國鐵飯田線車站，並同日停用車站。
- 1946年（昭和21年）9月1日 - 車站再次使用。當時，在東海道本線濱松站至名古屋站、飯田線各站、中央本線上諏訪站至鹽尻站、松本站上車的乘客可使用本車站。
- 1954年（昭和29年）12月1日 - 在東京都區內的車站與長野站上車的乘客也可使用本車站。
- 1971年（昭和46年）4月1日 - 旅客上落車站的制限廢除。
- 1971年（昭和46年）12月1日 - 成為無人站。
- 1987年（昭和62年）4月1日 - 因國鐵分割民營化，本站成為東海旅客鐵道的車站。

## 相鄰車站
東海旅客鐵道
 飯田線
■快速「水篶」
通過
■普通
伊那田島－（大澤信號場）－高遠原－七久保